# Poliedro sferico

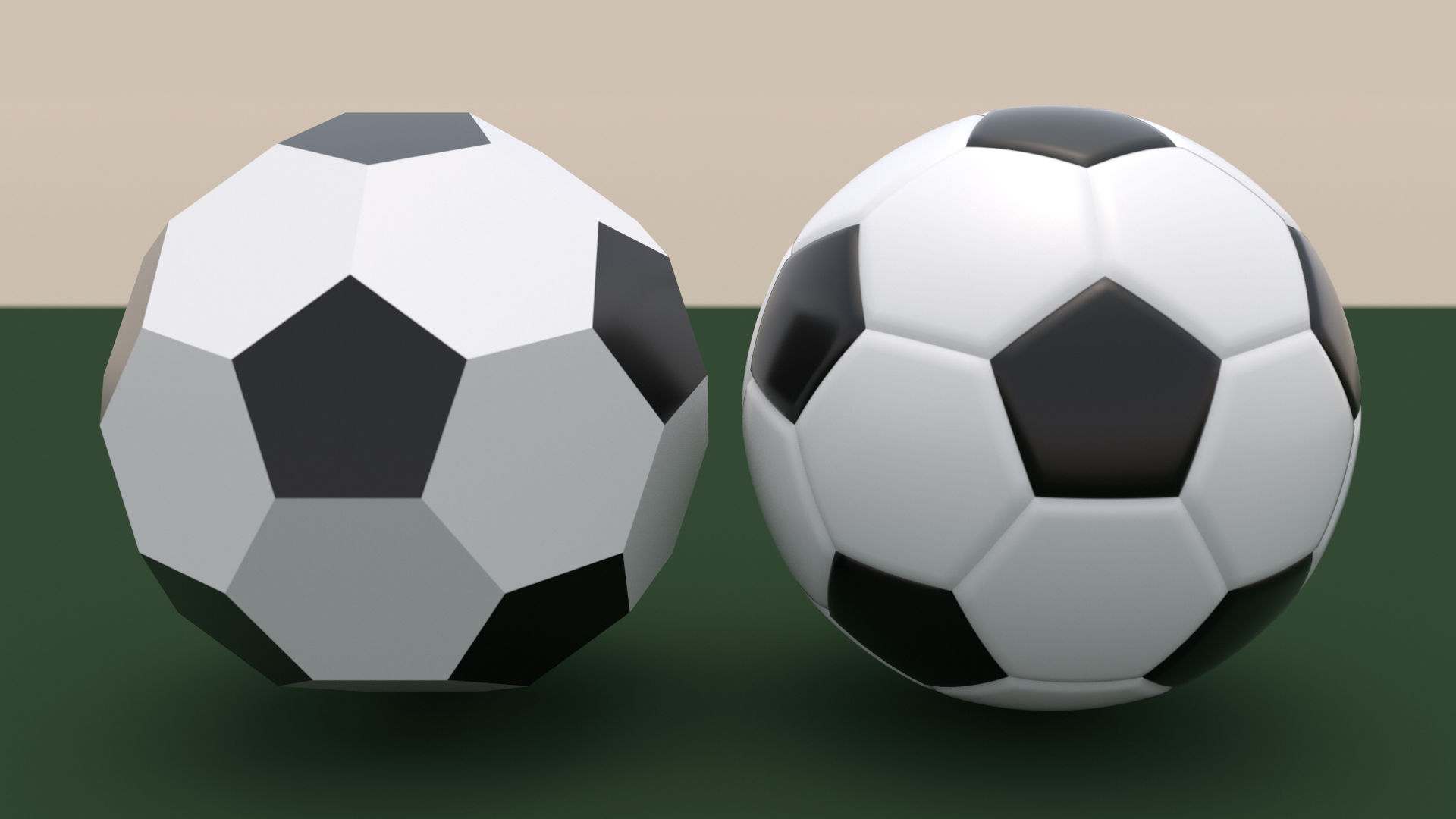
Il più familare dei poliedri sferici è senza dubbio l'icosaedro troncato sferico, forma del più comune modello di pallone da calcio, qui mostrato a destra a confronto con l'icosaedro troncato, a sinistra.

In matematica, un poliedro sferico o tassellatura sferica è una tassellatura della sfera in cui la superficie è divisa o partizionata da archi di un cerchio massimo in regioni chiuse chiamate poligoni sferici. 
Tra questi poliedri figurano casi di poliedri impropri, come gli osoedri e i loro duali, i diedri, i quali esistono come poliedri sferici ma risultano essere casi degeneri se si considerano i loro equivalenti a facce piane. 

## Storia
Il primo studio significativo sui poliedri sferici è quello scritto nel X secolo dal matematico e astronomo persiano Abu l-Wafa Muhammad al-Buzjani.
L'utilizzo dei poliedri sferici fu di grande aiuto all'elaborazione della geometria dei poliedri simmetrici e di quelli uniformi e al loro studio. Così, ad esempio, circa duecento anni fa, all'inizio del XIX secolo, Poinsot utilizzò i poliedri sferici per arrivare alla scoperta dei quattro poliedri stellati regolari, detti anche poliedri di Keplero-Poinsot. A metà del XX secolo, invece, Harold Coxeter utilizzò tali poliedri per poter enumerare tutti tranne uno i poliedri uniformi esistenti, attraverso la costruzione di Wythoff (l'unico poliedro che rimase fuori fu il grande dirombicosidodecaedro).
La formula di Eulero vale anche per i poliedri sferici, ossia anche nel loro caso, indicando con {\displaystyle F}, {\displaystyle S} e {\displaystyle V} rispettivamente i numeri di facce, spigoli e vertici del poliedro, si ha che: {\displaystyle F+V-S=2\,\!} oppure {\displaystyle F+V=S+2\,\!}.

## Esempi

Tassellatura della sfera con triangoli sferici. Si tratta in questo caso di un icosaedro sferico con alcune delle facce non regolari.

Tutti i poliedri regolari e semiregolari, e i loro duali, possono essere proiettati su una sfera come tassellature:
| Simbolo di Schläfli           | {p,q} | t{p,q}   | r{p,q}   | t{q,p}  | {q,p} | rr{p,q}  | tr{p,q} | sr{p,q}    |
| Incidenza vertici             | pq    | q.2p.2p  | p.q.p.q  | p.2q.2q | qp    | q.4.p.4  | 4.2q.2p | 3.3.q.3.p  |
| ----------------------------- | ----- | -------- | -------- | ------- | ----- | -------- | ------- | ---------- |
| Simmetria tetraedrica (3 3 2) | 3     | 3.6.6    | 3.3.3.3  | 3.6.6   | 3     | 3.4.3.4  | 4.6.6   | 3.3.3.3.3  |
| Simmetria tetraedrica (3 3 2) | 3     | V3.6.6   | V3.3.3.3 | V3.6.6  | 3     | V3.4.3.4 | V4.6.6  | V3.3.3.3.3 |
| Simmetria ottaedrica (4 3 2)  | 43    | 3.8.8    | 3.4.3.4  | 4.6.6   | 34    | 3.4.4.4  | 4.6.8   | 3.3.3.3.4  |
| Simmetria ottaedrica (4 3 2)  | 43    | V3.8.8   | V3.4.3.4 | V4.6.6  | 34    | V3.4.4.4 | V4.6.8  | V3.3.3.3.4 |
| Simmetria icosaedrica (5 3 2) | 53    | 3.10.10  | 3.5.3.5  | 5.6.6   | 35    | 3.4.5.4  | 4.6.10  | 3.3.3.3.5  |
| Simmetria icosaedrica (5 3 2) | 53    | V3.10.10 | V3.5.3.5 | V5.6.6  | 35    | V3.4.5.4 | V4.6.10 | V3.3.3.3.5 |
| Esempio diedrico p=6 (2 2 6)  | 62    | 2.12.12  | 2.6.2.6  | 6.4.4   | 26    | 2.4.6.4  | 4.4.12  | 3.3.3.6    |

| n                    | 2 | 3 | 4 | 5 | 6 | 7 | 8 | 10 | ... |
| -------------------- | - | - | - | - | - | - | - | -- | --- |
| n-Prisma (2 2 p)     |   |   |   |   |   |   |   |    | ... |
| n-Bipiramide (2 2 p) |   |   |   |   |   |   |   |    | ... |
| n-Antiprisma         |   |   |   |   |   |   |   |    | ... |
| n-Trapezoedro        |   |   |   |   |   |   |   |    | ... |

## Casi impropri
Come detto, la tassellatura sferica permette di ottenere poliedri sferici non ottenibili in geometria euclidea se non come casi degeneri, ossia gli osoedri, aventi simbolo di Schläfli {2,n}, e i diedri, aventi simbolo di Schläfli {n,2}. Nelle due tabelle seguenti sono riportati alcuni osoedri e diedri regolari.
| Spazio                      | Sferico            | Sferico          | Sferico           | Sferico             | Sferico             | Sferico           | Sferico            | Sferico            | Sferico            | Sferico            | Sferico              | Sferico              | Sferico | Euclideo             |
| --------------------------- | ------------------ | ---------------- | ----------------- | ------------------- | ------------------- | ----------------- | ------------------ | ------------------ | ------------------ | ------------------ | -------------------- | -------------------- | ------- | -------------------- |
| Nome della tassellatura     | Osoedro monogonale | Osoedro digonale | Osoedro trigonale | Osoedro tetragonale | Osoedro pentagonale | Osoedro esagonale | Osoedro ettagonale | Osoedro ottagonale | Osoedro ennagonale | Osoedro decagonale | Osoedro undecagonale | Osoedro dodecagonale | ...     | Osoedro apeirogonale |
| Immagine della tassellatura |                    |                  |                   |                     |                     |                   |                    |                    |                    |                    |                      |                      | ...     |                      |
| Simbolo di Schläfli         | {2,1}              | {2,2}            | {2,3}             | {2,4}               | {2,5}               | {2,6}             | {2,7}              | {2,8}              | {2,9}              | {2,10}             | {2,11}               | {2,12}               | ...     | {2,∞}                |
| Diagramma di Coxeter-Dynkin |                    |                  |                   |                     |                     |                   |                    |                    |                    |                    |                      |                      | ...     |                      |
| Facce e spigoli             | 1                  | 2                | 3                 | 4                   | 5                   | 6                 | 7                  | 8                  | 9                  | 10                 | 11                   | 12                   | ...     | ∞                    |
| Vertici                     | 2                  | 2                | 2                 | 2                   | 2                   | 2                 | 2                  | 2                  | 2                  | 2                  | 2                    | 2                    | ...     | 2                    |
| Incidenza dei vertici       | 2                  | 2.2              | 23                | 24                  | 25                  | 26                | 27                 | 28                 | 29                 | 210                | 211                  | 212                  | ...     | 2∞                   |

| Spazio                      | Sferico           | Sferico         | Sferico                        | Sferico                       | Sferico            | Sferico          | Sferico | Euclideo            |
| --------------------------- | ----------------- | --------------- | ------------------------------ | ----------------------------- | ------------------ | ---------------- | ------- | ------------------- |
| Nome tassellatura           | Diedro monogonale | Diedro digonale | (Triangolare) Diedro trigonale | (Tetragonale) Diedro quadrato | Diedro pentagonale | Diedro esagonale | ...     | Diedro apeirogonale |
| Immagine tassellatura       |                   |                 |                                |                               |                    |                  | ...     |                     |
| Notazione di Schläfli       | {1,2}             | {2,2}           | {3,2}                          | {4,2}                         | {5,2}              | {6,2}            | ...     | {∞,2}               |
| Diagramma di Coxeter-Dynkin |                   |                 |                                |                               |                    |                  | ...     |                     |
| Facce                       | 2 {1}             | 2 {2}           | 2 {3}                          | 2 {4}                         | 2 {5}              | 2 {6}            | ...     | 2 {∞}               |
| Spigoli e vertici           | 1                 | 2               | 3                              | 4                             | 5                  | 6                | ...     | ∞                   |
| Incidenza dei vertici       | 1.1               | 2.2             | 3.3                            | 4.4                           | 5.5                | 6.6              | ...     | ∞.∞                 |

## Relazione con le tassellature del piano proiettivo
I poliedri sferici che hanno almeno una simmetria inversiva sono connessi ai poliedri proiettivi (ossia tassellature del piano proiettivo reale) - proprio come la sfera è un rivestimento universale dello spazio proiettivo (esiste infatti il rivestimento con due fogli {\displaystyle p:S^{2}\to \mathbf {RP} ^{2}} dalla sfera unitaria allo spazio proiettivo reale) i poliedri proiettivi corrispondono tramite una mappa a 2 fogli a poliedri sferici che sono centralmente simmetrici. Inoltre, poiché un rivestimento è un omeomorfismo locale (in questo caso un'isometria locale), sia i poliedri sferici che i poliedri proiettivi corrispondenti hanno la stessa figura al vertice astratta.
Ad esempio, il rivestimento a due fogli di un emi-cubo (proiettivo) è il cubo sferico. L'emi-cubo ha 4 certici, 3 facce e 6 spigoli, ognuno dei quali è rivestito da due copie nella sfera, e di conseguenza il cubo ha 8 vertici, 6 facce e 12 spigoli, mentre entrambi questi poliedri hanno figura al vertice 4.4.4 (tre quadrati che si incontrano a un vertice).
Gli esempi meglio conosciuti di poliedri proiettivi sono i poliedri proiettivi regolari, i quozienti dei solidi platonici centralmente simmetrici, così come due classi infinite di diedri e osoedri:
- Emi-cubo, {4,3}/2
- Emi-ottaedro, {3,4}/2
- Emi-dodecaedro, {5,3}/2
- Emi-icosaedro, {3,5}/2
- Emi-diedro, {2p,2}/2, p>=1
- Emi-osoedro, {2,2p}/2, p>=1